# 53159 Mysliveček
(53159) Mysliveček, denumire internațională (53159) Myslivecek, este un asteroid din centura principală de asteroizi.

## Descriere
53159 Mysliveček este un asteroid din centura principală de asteroizi. A fost descoperit pe 10 februarie 1999 la Observatorul din Ondřejov de Petr Pravec. Asteroidul prezintă o orbită caracterizată de o semiaxă mare de 2,41 ua, o excentricitate de 0,10 și o înclinație de 6,7° în raport cu ecliptica.